# Xirokámbi (Arcadie)
Xirokámbi (grec moderne : Ξηροκάμπι ; tsakonien : Τσερόκαμπε ou Τσεροκάγκι) est une localité située dans le dème de Cynourie-du-Nord, dans le district régional d'Arcadie, dans la périphérie du Péloponnèse, en Grèce.
Selon le recensement de 2021, elle compte 12 habitants.